# Miles Away
"Miles Away" é uma canção da cantora estadunidense Madonna, contida em seu décimo primeiro álbum de estúdio, Hard Candy (2008). Foi lançada pela primeira vez como single promocional no Japão, em junho de 2008. Posteriormente, a música foi lançada pela Warner Bros. Records, como o terceiro e último single do álbum em 17 de outubro de 2008, e também foi incluída no terceiro álbum de compilação da artista, Celebration (2009). Madonna escreveu e produziu a faixa juntamente com Justin Timberlake, Timbaland e Nate "Danja" Hills. "Miles Away" é uma melancólica balada electropop, cuja letra é inspirada na sua relação com seu então marido, Guy Ritchie. As letras são de natureza autobiográfica e tratam de relacionamentos de longa distância.
"Miles Away" recebeu análises positivas de críticos de música, que a elogiaram como uma balada harmoniosa e significativa. Comercialmente, a canção atingiu o top 40 em vários países, chegando ao top 10 na Eslováquia, Espanha, Hungria, Japão, Países Baixos, Romênia e República Tcheca. Tornou-se o single mais vendido digitalemnte de 2008 no Japão e ganhou três troféus no 23º Japan Gold Disc Awards. Nos Estados Unidos, a música não apareceu na Billboard Hot 100, mas tornou-se a sétima música número um consecutiva de Madonna na parada Hot Dance Airplay. A música foi tocada por Madonna na turnê promocional do álbum Hard Candy e na turnê Sticky & Sweet (2008-09), durante o segmento cigano do show.

## Escrita e inspiração

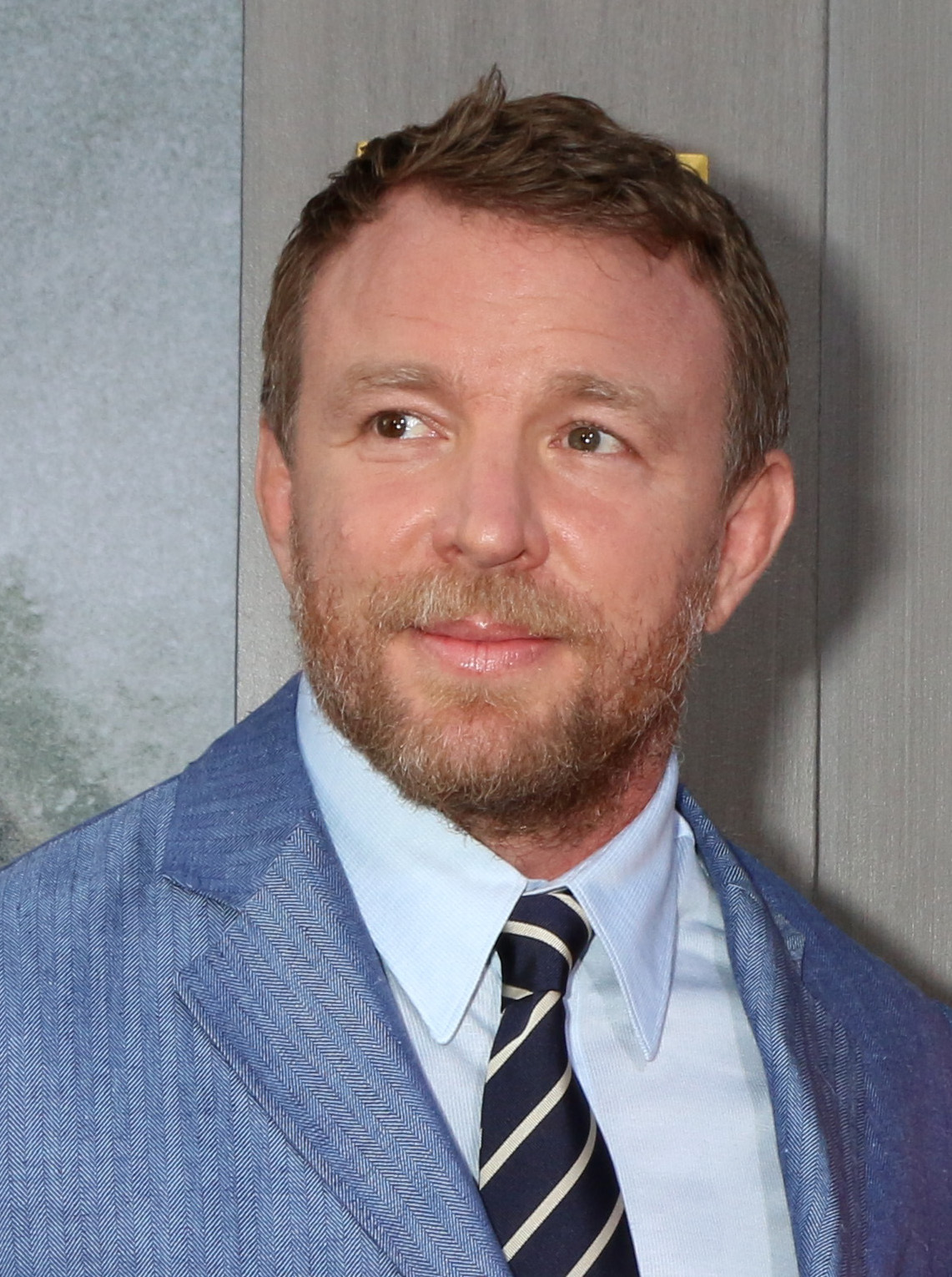
"Miles Away" foi inspirado em Guy Ritchie, o então marido de Madonna.

Madonna escreveu e produziu "Miles Away" com Justin Timberlake, Timbaland e Nate "Danja" Hills. Foi a primeira música a ser composta para seu décimo álbum de estúdio Hard Candy (2008). Depois de ouvir a instrumental, Madonna começou a cantar e a criar espontaneamente a letra da canção. Em uma entrevista à MTV, Madonna disse que a faixa foi inspirada por seu então marido, o cineasta Guy Ritchie. "Muitas pessoas têm que lidar com relacionamentos de longa distância. Não é fácil. Você tem que trabalhar duro para fazê-lo funcionar". Quando perguntada se a música era autobiográfica, ela disse:

Provavelmente em muitos aspectos, a maioria das músicas [em Hard Candy] são [autobiográficas]. Mas de uma maneira mais inconsciente. Eu realmente não penso em contar histórias pessoais quando estou escrevendo música. Isso apenas vem. E muitas vezes, seis meses depois, oito meses depois, eu digo: "Ah, foi sobre isso que escrevi essa música". Mas é quando eu toco a música para muitas pessoas e todas elas dizem: 'Ah, eu consigo me identificar totalmente com isso'. Em 'Miles Away', estou explorando a consciência global de pessoas que têm problemas de intimidade.

Em entrevista ao The Daily Telegraph, Madonna explicou ainda mais sua inspiração por trás da canção e afirmou que "['Miles Away' é] uma música com a qual a maioria das pessoas pode se relacionar. Se parte do seu trabalho é estar em viagem e a pessoa com quem você está também trabalha e viaja, vocês se veem muito separados e pode ser muito frustrante, [...] eu sou estadunidense e ele [Ritchie] é britânico, e eu tenho que vir para a América o tempo todo. [...] Especialmente no início do nosso relacionamento, essa coisa de longa distância foi muito frustrante. Também acho mais fácil as pessoas dizerem coisas à distância; é mais seguro".

## Gravação e composição
|                                                    | "Miles Away" Uma amostra de 28 segundos de "Miles Away", de Madonna, com o refrão e os vocais de fundo cantando a linha "So Far Away". |
| Problemas para escutar este arquivo? Veja a ajuda. | |

Durante a gravação, Timberlake sentou-se com Madonna e tocou um riff de guitarra composto por ele, perguntando como ela queria que a música soasse. Madonna tinha "todos esses pensamentos, enigmas, poemas, sentimentos, todos escritos em enormes cadernos", disse Timberlake, "e ela continuava nos entregando. Foi incrível, pegar esses pequenos pedaços aqui e ali e reuni-los como um quebra-cabeça". Dessa maneira, uma das ideias que eles conectaram foi a universalidade dos relacionamentos à distância, cuja dor e sofrimento foram capazes de incorporar em "Miles Away". Depois de gravá-lo, Timberlake comentou que havia ajudado na criação de uma música clássica de Madonna, dizendo: "Eu não poderia fazer uma música como essa, [...] pensei que era completamente ela. Esse foi o truque".
Musicalmente, "Miles Away" é uma canção melancólica composta como uma balada. A faixa transmite o som característico das produções de Timbaland e Timberlake. Geralmente, uma música pop eletrônica de andamento calmo, "Miles Away" é acompanhada por batidas e vocais de fundo, que cantam a frase "So Far Away". De acordo com as partituras publicadas no Musicnotes.com pela Alfred Publishing, a música é definida no tempo comum, com um ritmo moderado de 120 batidas por minuto. Está escrito na clave de lá menor; a voz de Madonna se estende da nota baixa de G3 até a nota alta de C5. "Miles Away" tem uma sequência básica de Am-Em-G-F-Am-Em-G-F como sua progressão de acordes. Liricamente, "Miles Away" retrata um relacionamento em crise. Madonna disse que não é difícil se expressar liricamente sem abrir mão de sua privacidade. Embora Madonna tenha dito antes que a música é sobre Ritchie, especula-se que em trechos da letra como: "Você sempre tem um coração enorme quando estamos a 10.000 quilômetros de distância", ela aborda uma possível crise em seu relacionamento com ele.

## Análise da crítica
"Miles Away" recebeu análises positivas de críticos de música. Kerri Mason, da Billboard, chamou a música de uma balada harmoniosa que, junto com o single "4 Minutes", "pode ser um dos seus melhores trabalhos até agora". Ela também disse que a música parecia familiar e a comparou com o remix do single de Timbaland, "Apologize" (2008). Caryn Ganz, da Rolling Stone, acredita que a música tenha uma "melancolia aguda". Stephen Thomas Erlewine, do AllMusic, considerou-a como um "coração partido gelado" e "uma digna sucessora do single de Justin Timberlake, 'What Goes Around.../...Comes Around', de 2006". Sal Cinquemani, da Slant Magazine, disse que a música tem a qualidade típica das produções de Timbaland e Timberlake, e possui o "distinto e moderno selo da dupla, tornando Hard Candy mais do que apenas uma reminiscência de Donna Summer, Anita Ward e Quaaludes". Chris William, da Entertainment Weekly, fez a observação de que "Miles Away" era uma das "poucas confissões reais" no álbum, e também comparou a música com "What Goes Around ... / ... Comes Around". Jim Farber, do Daily News, a descreveu como à música mais sedutora do disco.
Joan Anderman, do The Boston Globe, disse que a jornada de Madonna de "sedutora desavergonhada a estudante atenciosa não produz uma balada, mas alguns tons agridoces permanecem sob a superfície dessas músicas efusivas". Ele também disse que a música tem uma qualidade de paz de espírito. Joey Guerra, do Houston Chronicle, elogiou as batidas galopantes e os vocais melódicos de "Miles Away" e disse que "soa como Madonna do final dos anos 80". Alexis Petridis, do The Guardian, disse que Madonna canta "com o envolvimento emocional de uma navegação por satélite, sugerindo uma curva à direita na A23". Miles Marshall Lewis, do The Village Voice, disse que com "Miles Away", a cantora chega mais perto "de refletir sobre sua felicidade (ou a falta dela) em se casar e ter filhos". Tom Young, da BBC, chamou a música de "genuinamente boa, genuinamente sentida" e a comparou com algumas das outras canções de sucesso de Madonna, como "Holiday" (1983), "Into the Groove" (1985), "Ray of Light" (1998) e "Music" (2000). Pete Paphides, do The Times, chamou a música de "excelente" e descreveu-a como "uma colisão de batidas acústicas e ritmo febrilmente alegre que beira o reggae". Thomas Hauner, do PopMatters, disse que a faixa era uma das mais tediosas do álbum, escrevendo que "se supõe que Ashlee Simpson e Britney já tenham se negado a gravar o material porque até mesmo elas a consideraram redundante".

## Apresentações ao vivo

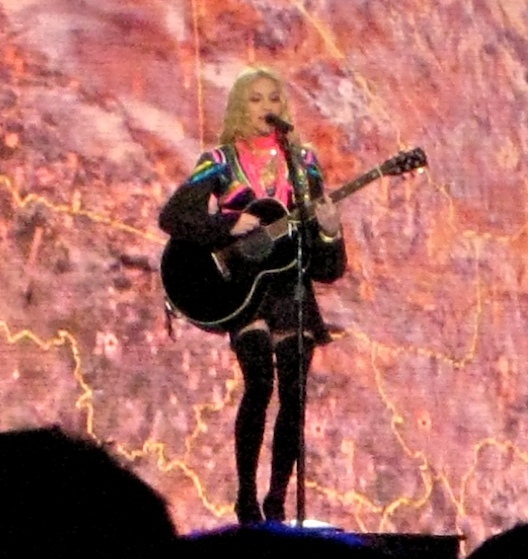
Madonna tocando violão enquanto canta "Miles Away" durante a Sticky & Sweet Tour.

Madonna tocou "Miles Away" durante uma pequena turnê promocional de Hard Candy e posteriormente na Sticky & Sweet Tour (2008–09), que também promoveu o disco. Na turnê promocional, a artista tocou "Miles Away" como a segunda música do repertório de seis músicas; ela usava um vestido preto com caudas pretas, calças de abrigo e botas de salto alto com cordões. Ela interpretou a música em pé na frente do microfone enquanto tocava violão. Os cenários mostravam imagens gráficas de aviões saindo de Londres e chegando a Nova Iorque, cartões de embarque e passaportes, além de aeroportos.
Na turnê Sticky & Sweet, "Miles Away" foi interpretada durante o segmento cigano do show. Na performance, Madonna usava uma capa comprida da Givenchy com inspiração cigana, sobre um vestido preto, com fitas de cor rosa no pescoço. Ela também usava meias pretas na perna. Antes de começar a música, ela dizia: "Esta é para todos que conhecem a luta dos relacionamentos de longa distância. Eu sei que vocês estão por aí". Enquanto os dançarinos se reuniam e sentavam em círculo ao seu redor, Madonna subia em uma plataforma, começava a tocar violão e incentivava a multidão a bater palmas e cantar junto. As telas transmitem outra mensagem à música, mostrando um fluxo de mapas do mundo e carimbos de passaporte e a história, bem como a jornada dos ciganos que viajam ao redor do mundo, contribuindo para a atmosfera dessa seção específica do concerto. A performance ao vivo da música no River Plate Stadium de Buenos Aires, Argentina, foi gravada e lançada no álbum ao vivo, Sticky & Sweet Tour (2010).
Depois que a separação entre a cantora e Guy Ritchie foi anunciada, durante uma apresentação de "Miles Away" na parada de Boston da turnê, ela dedicou a música a pessoas que ela definiu como "emocionalmente retardadas". Ela então acrescentou: "Você pode conhecer algumas pessoas que se enquadram nessa categoria — Deus sabe que eu conheço", sendo a afirmação uma provável referência ao próprio Ritchie, embora isso não tenha sido confirmado.

## Lista de faixas e formatos
| - CD de duas faixas da UE/Reino Unido 1. "Miles Away" (Versão do Álbum) – 4:48 2. "Miles Away" (Thin White Duke Remix) – 6:10 - EU Maxi CD Single / Digital Maxi Single / UK 12" Picture Disc 1. "Miles Away" (Versão do Álbum) – 4:48 2. "Miles Away" (Thin White Duke Remix) – 6:10 3. "Miles Away" (Rebirth Remix) – 7:27 4. "Miles Away" (Johnny Vicious Club Mix) – 7:23 - Maxi CD Single Americano e Europeu 1. "Miles Away" (Edição de Rádio) – 3:45 2. "Miles Away" (Thin White Duke Remix) – 6:09 3. "Miles Away" (Morgan Page Remix) – 7:07 4. "Miles Away" (Johnny Vicious Club Remix) – 7:23 5. "Miles Away" (Johnny Vicious Warehouse Mix) – 8:18 6. "Miles Away" (Rebirth Remix) – 7:27 7. "Miles Away" (Aaron LaCrate & Samir B-More Gutter Remix) – 4:57 | - Edição Americana Digital Maxi Remixes 1. "Miles Away" (Thin White Duke Remix) – 6:09 2. "Miles Away" (Johnny Vicious Club Mix) – 7:22 3. "Miles Away" (Johnny Vicious Warehouse Mix) – 8:18 4. "Miles Away" (Morgan Page Remix) – 7:07 5. "Miles Away" (Morgan Page Dub) – 7:10 6. "Miles Away" (Rebirth Remix) – 7:24 7. "Miles Away" (Aaron LaCrate & Samir B-More Gutter Mix) – 4:57 - Edição Digital Maxi Remix 1. "Miles Away" (Edição de Rádio) – 3:43 2. "Miles Away" (Thin White Duke) – 4:33 3. "Miles Away" (Morgan Page) – 3:50 4. "Miles Away" (Johnny Vicious Club Mix) – 4:37 5. "Miles Away" (Rebirth Edit) – 4:00 6. "Miles Away" (Aaron LaCrate & Samir B-More Gutter Edit) – 3:28 - Conjunto de vinil 2× 12" dos EUA 1. A1. "Miles Away" (Thin White Duke Remix) – 6:09 2. A2. "Miles Away" (Edição de Rádio) – 3:43 3. B1. "Miles Away" (Johnny Vicious Club Remix) – 7:26 4. B2. "Miles Away" (Morgan Page Dub) – 7:08 5. C1. "Miles Away" (Johnny Vicious Warehouse Mix) - 8:20 6. C2. "Miles Away" (Aaron LaCrate & Samir B-More Gutter Remix) - 5:00 7. D1. "Miles Away" (Morgan Page Remix) - 7:07 8. D2. "Miles Away" (Rebirth Remix) - 7:30 |

## Créditos
Créditos adaptados das notas do Hard Candy.
- Madonna – compositora, produção vocal
- Timbaland – produção, compositor
- Justin Timberlake – produção, compositor, vocais de apoio, guitarra
- Danja – produção, compositor
- Demacio "Demo" Castellon – gravação, programação, mixagem de áudio
- Marcella "Ms. Lago" Araica – gravação
- Chris Gehringer – masterização de áudio
- Ron Taylor – Pro Tools
- Dan Warner – guitarra
- Hannon Lane – teclados adicionais
- Julian Vasquez – assistente de engenharia
- Vadim Chislov – assistente de engenharia
- Graham Archer – assistente de engenharia
- Fareed Salamah – assistente de engenharia
- Jose Castellon – assistente de gravação e mixagem
- Joseph Castellon – assistente de gravação e mixagem

## Desempenho comercial
Nos Estados Unidos, "Miles Away" figurou na parada Hot Dance Club Play e alcançando o número dois, atrás apenas do single "I Hate This Part" do Pussycat Dolls. A música se tornou o nono lançamento de Madonna no topo da parada Hot Singles Sales, passando do número 31 para o topo e se tornando a primeira música número um da parada em 2009. Ela estreou no número quinze na Hot Dance Airplay e alcançou o número um na edição de 27 de dezembro de 2008. Essa façanha deu a Madonna o sétimo single número um consecutivo na parada Hot Dance Aiplay, fazendo dela a artista com o maior número de singles em primeiro lugar nessa parada. Na edição de 20 de dezembro de 2008, "Miles Away" estreou e alcançou o número 99 na parada Pop 100, mas caiu na semana seguinte. A música estreou no número 90 no Canadian Hot 100. Na semana seguinte, saiu do gráfico, mas fez uma reentrada e subiu para os quarenta primeiros, chegando ao número 23 na edição de 13 de dezembro de 2008. "Miles Away" ainda recebeu uma certificação de platina no Brasil e pela Pro-Música Brasil (PMB), após ter recebido 100 mil downloads digitais comprados legalmente em solo brasileiro.
"Miles Away" alcançou a melhor recepção comercial no Japão, onde foi lançado como single promocional em 2008, após "4 Minutes". A música atingiu o número sete no Japan Hot 100 em 30 de maio de 2008 e permaneceu na parada por 10 semanas. Tornou-se o single mais vendido digitalmente em 2008 e recebeu certificações pela Recording Industry Association of Japan (RIAJ)— platina por 250,000 downloads digitais e platina dupla por pela comercialização de 500,000 truetones que continham a canção. No 23º Japan Gold Disc Awards, "Miles Away" ganhou três prêmios como "Mastertone do ano", "Single Móvel do Ano" e "Single On-line do Ano". Segundo o RIAJ, a música comercializou 681,000 downloads digitais até abril de 2009.
Em 30 de novembro de 2008, a música entrou no UK Singles Chart no número 39, vendendo 5,643 downloads digitais. Ele caiu para o número 68 na semana seguinte, até sair definitivamente do gráfico. Isso encerrou uma série de 63 singles consecutivos da cantora no top 20 do Reino Unido, estendendo-se de 1984 a 2008, quando "Miles Away" se tornou o primeiro single de Madonna (além do single de estréia "Everybody") a não se posicionar dentro do top 20 do Reino Unido. A faixa estreou no número 39 no Dutch Top 40 em 20 de setembro de 2008 e atingiu o pico de número dez em 15 de novembro de 2008. Na Austrália, o Thin White Duke Mix alcançou o número 28 no Australian Club Charts. Na Espanha, "Miles Away" se tornou seu terceiro single consecutivo do Hard Candy a alcançar o número um na parada oficial de singles. Em outros países, "Miles Away" alcançou o topo das quarenta primeiras paradas oficiais.

### Tabelas semanais
| Tabela musical (2008–09)                | Melhor posição |
| --------------------------------------- | -------------- |
| Alemanha (GfK Entertainment Charts)     | 11             |
| Austrália (Australian Dance Charts)     | 28             |
| Áustria (Ö3 Austria Top 40)             | 2              |
| Bélgica (Ultratop 50 de Flandres)       | 31             |
| Bélgica (Ultratop 40 da Valônia)        | 39             |
| Canadá (Canadian Hot 100)               | 23             |
| Dinamarca (Tracklisten)                 | 39             |
| Escócia (OCC)                           | 15             |
| Eslováquia (IFPI Slovenská Republika)   | 3              |
| Espanha (PROMUSICAE)                    | 1              |
| Estados Unidos (Dance/Mix Show Airplay) | 1              |
| Estados Unidos (Dance Club Songs)       | 2              |
| Estados Unidos (Hot Singles Sales)      | 5              |
| Estados Unidos (Pop Songs)              | 99             |
| Finlândia (IFPI Finlândia)              | 11             |
| França (SNEP)                           | 54             |
| Hungria (Rádiós Top 40)                 | 2              |
| Itália (FIMI)                           | 22             |
| Japão (Japan Hot 100)                   | 7              |
| Países Baixos (Dutch Top 40)            | 1              |
| Países Baixos (Single Top 100)          | 9              |
| Reino Unido (UK Singles Chart)          | 39             |
| República Checa (IFPI Česká Republika)  | 5              |
| Romênia (Romanian Top 100)              | 9              |
| Rússia (Tophit)                         | 8              |
| Suécia (Sverigetopplistan)              | 25             |
| Suíça (Schweizer Hitparade)             | 32             |

| Tabela musical (2008)                   | Posição |
| --------------------------------------- | ------- |
| Estados Unidos (Dance Club Songs)       | 28      |
| Estados Unidos (Dance/Mix Show Airplay) | 11      |
| Europa (Hot 100 Singles)                | 100     |
| Hungria (Rádiós Top 40)                 | 38      |
| Países Baixos (Single Top 100)          | 95      |
| Rússia (Tophit)                         | 93      |

| Região                                                                                             | Certificação | Vendas   |
| -------------------------------------------------------------------------------------------------- | ------------ | -------- |
| Brasil (Pro-Música Brasil)                                                                         | Platina      | 100,000* |
| Japão (RIAJ)                                                                                       | Platina      | 250,000^ |
| Truetone                                                                                           |              |          |
| Japão (RIAJ)                                                                                       | 3× Platina   | 681,000  |
| ^distribuições baseadas apenas na certificação *números de vendas baseados somente na certificação |              |          |